# Miasto cienia
Miasto cienia (ang. City of Ember) – amerykański film przygodowy science fiction z 2008 roku.

## Obsada
- Saoirse Ronan jako Lina Mayfleet
- Harry Treadaway jako Doon Harr
- Bill Murray jako burmistrz Cole
- Tim Robbins jako Loris Harrow
- Toby Jones jako Barton Snode
- Mackenzie Crook jako Looper
- Mary Kay Place jako Pani Murdo
- Lucinda Dryzek jako Lizzie Bisco
- Frankie McCafferty jako Arbin Swinn

i inni

## Nagrody i nominacje
IFTA:
- 2009 − Nominacja: Najlepsza aktorka Saoirse Ronan.

Satelity:
- 2008 − Nominacja: Najlepsze kostiumy Ruth Myers.
- 2008 − Nominacja: Najlepsza scenografia Jon Billington, Martin Laing.